# Zemská silnice B211

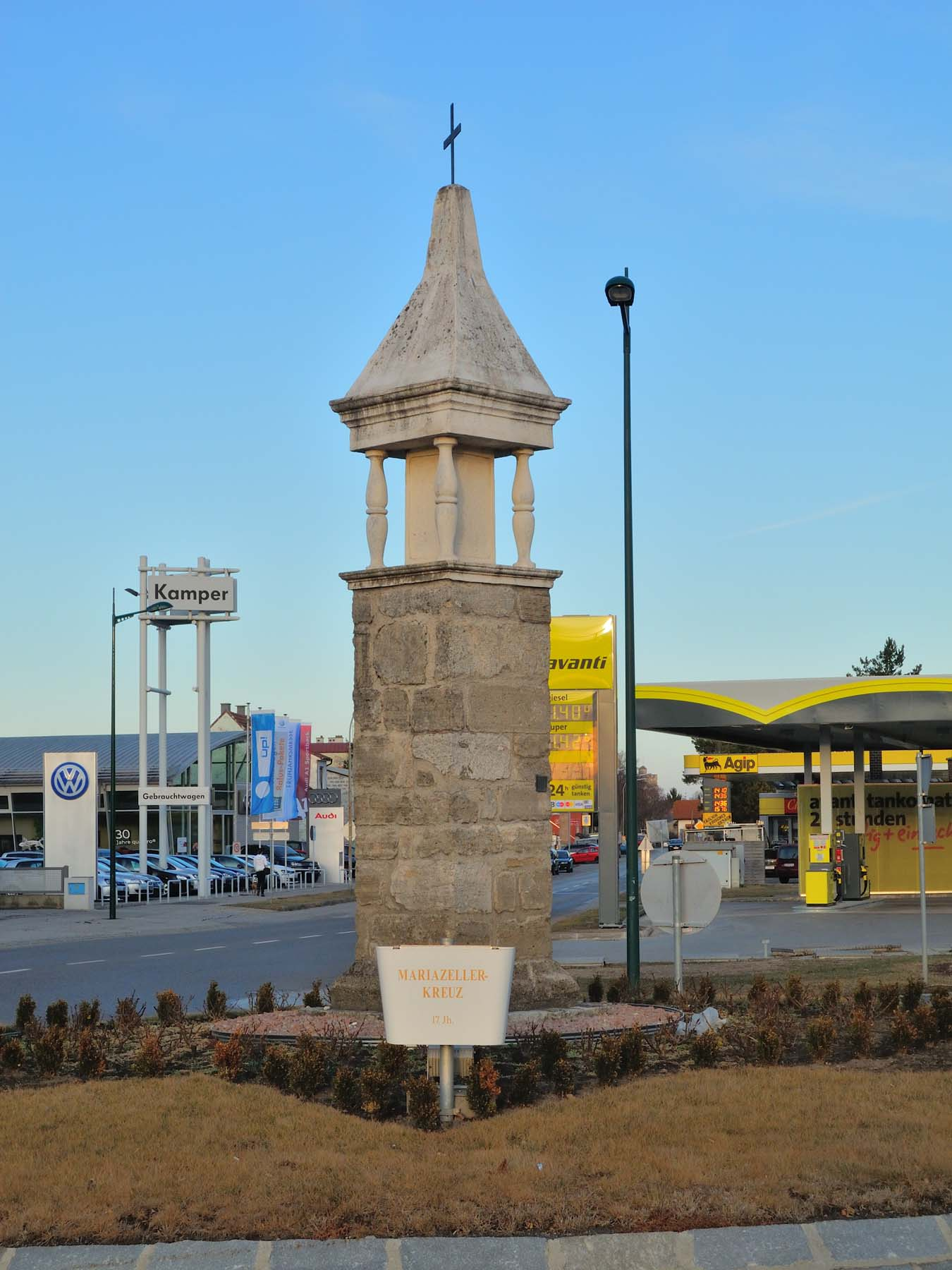
Křižovatka Mariazellerkreuz

Zemská silnice Rohrauer Straße B211 se nachází ve spolkové zemi Dolní Rakousko. Vede z města Bruck an der Leitha podél řeky Leitha do městyse Petronell-Carnuntum na Dunaji. Souběžně se silnicí také vede železniční trať Wien-Raaber Bahn. Délka silnice je zhruba 14 km.
Jméno silnice je odvozeno od městyse Rohrau, kterým prochází.

## Popis
| km   | Místo               | Popis                                                              | m n. m. |
| ---- | ------------------- | ------------------------------------------------------------------ | ------- |
| 0    | Bruck an der Leitha | Počátek B 211 výjezdem z Budapester Straße B10 na Mariazellerkreuz | 156     |
| 1,0  |                     | průjezd městem                                                     | 157     |
| 4,0  | Bruck an der Leitha | most přes dálnici Ost-Autobahn A4                                  | 157     |
| 6,0  | Pachfurth           | průjezd obcí, místní částí městyse Rohrau                          | 150     |
| 9,2  | Rohrau              | průjezd městysem                                                   | 148     |
| 14,2 | Petronell-Carnuntum | konec B211 nájezdem na Pressburger Straße B9                       | 187     |

Poznámka: v tabulce uvedené kilometry a nadmořské výšky jsou přibližné.